# Bièvres (Essonne)
Bièvres is een gemeente in het Franse departement Essonne (regio Île-de-France) en telt 4034 inwoners (1999). De plaats maakt deel uit van het arrondissement Palaiseau.

## Geografie
De oppervlakte van Bièvres bedraagt 9,7 km², de bevolkingsdichtheid is 415,9 inwoners per km².

## Transport
Bièvres kent twee stations aan de RER C: Station Bièvres en Station Vauboyen.
De onderstaande kaart toont de ligging van Bièvres (Essonne) met de belangrijkste infrastructuur en aangrenzende gemeenten.

## Demografie
Onderstaande figuur toont het verloop van het inwonertal (bron: INSEE-tellingen).

## Overleden
- Ernest Laurent (1859-1929), kunstschilder

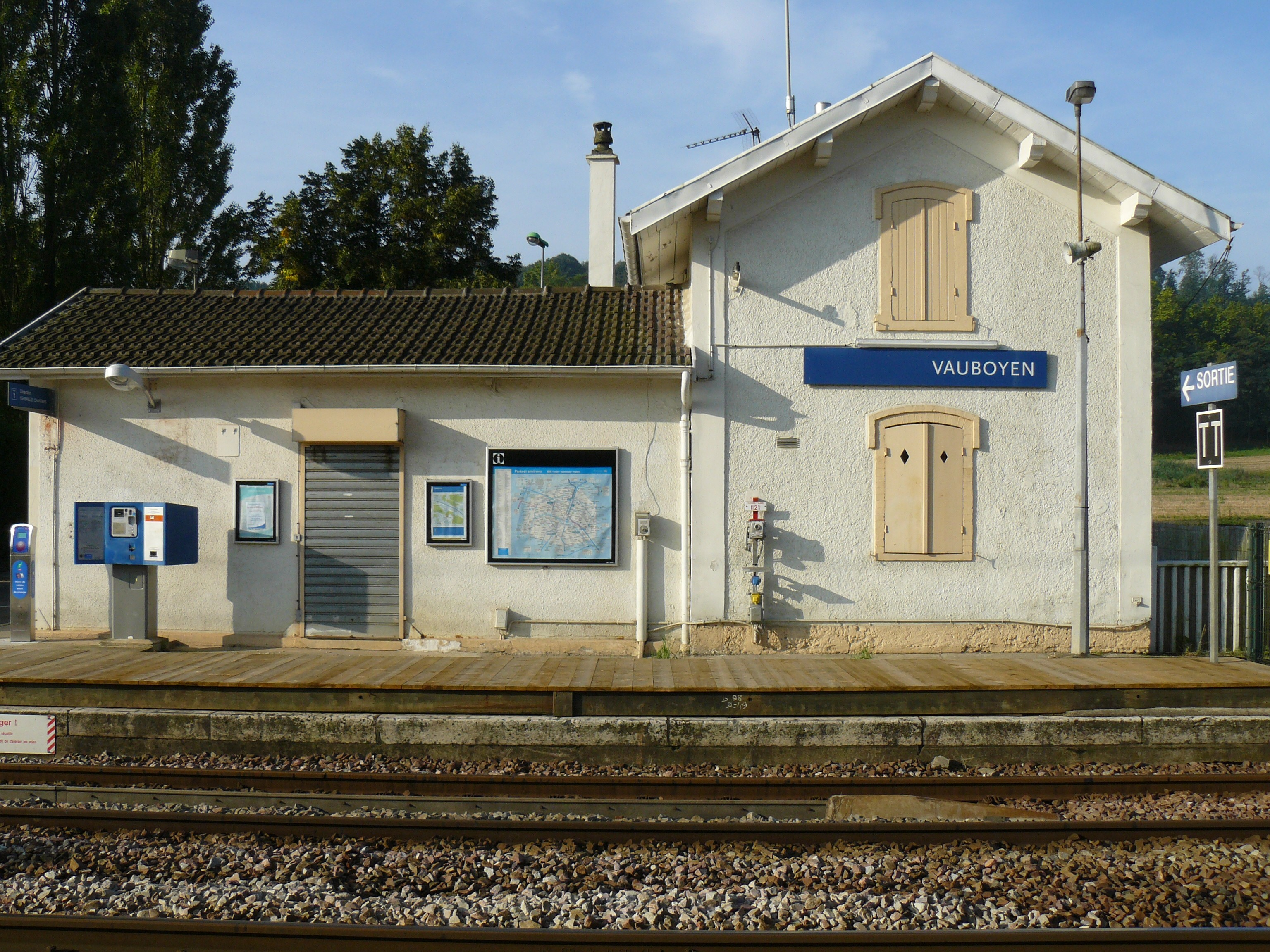
Station Vauboyen